# てるみな
『てるみな』は、kashmirによる日本の漫画作品。『楽園』（白泉社）にて、5号から16号に連載された。また『楽園』WEB増刊にも掲載され、単行本に収録されている。サブタイトルは「東京猫耳巡礼記」。
『楽園』WEB増刊2015年4月号より『てるみなNeu』と改称して連載中。
猫耳の少女が、シュールで幻想的な世界観のもと、奇妙な鉄道に乗車する一話完結の物語。作者の他のギャグ作品とは雰囲気が大きく異なる。
単行本にはV林田(フリーライター、鉄道関連を編集するウィキペディアユーザー)による、作中の鉄道のコラムが掲載されている。
『楽園』17号から連載されている『ぱらのま』は本作と世界観やコンセプトを共有した続編的作品である。

## 主な登場人物
ミナ
本作の主人公の女の子。急に猫耳が生えた。乗り鉄。
テル
ミナの妹。

## 書誌情報
- kashmir『てるみな』白泉社〈楽園コミックス〉、既刊5巻（2024年4月30日現在） 
  1. 2013年3月29日発売[3]、ISBN 978-4-592-71052-3
  2. 2015年1月30日発売[4]、ISBN 978-4-592-71079-0
  3. 2018年1月31日発売[5]、ISBN 978-4-592-71128-5
  4. 2021年5月31日発売[6]、ISBN 978-4-592-71186-5
  5. 2024年4月30日発売[7]、ISBN 978-4-592-71238-1